# Одержимые (фильм)
Одержимые (англ. The Afflicted) — американский фильм ужасов режиссёра Джейсона Стоддарда, основанный на реальной истории Терезы Норр. Премьера фильма состоялась 8 мая 2011 года.

## Сюжет
От неадекватной матери Мэгги хочет уйти муж Хэнк, но Мэгги в ярости убивает его и выкидывает тело. Детям она говорит, что отец ушёл к другой.
Мэгги начинает срывать свою злость на детях. Она избивает свою дочь Карлу. Кэти рассказывает в школе, что мать жестоко с ними обращается. За это Мэгги избивает дочь доской, которую она сделала специально для наказания. Вскоре Мэгги заставляет своего сына Билла найти работу. За ним следует Карла. Мать принуждает её стать проституткой.
Мэгги становится одержима идеей своего ожирения. Она обвиняет во всём Кэти и насильно кормит её высококалорийной пищей, чтобы девушка тоже стала толстой. Кэти говорит, что мать ненормальная, и Мэгги стреляет ей в плечо. Затем Кэти относят в ванную и приковывают наручниками к душу. Позже она говорит, что хотела бы уйти, на что Мэгги отвечает, что Кэти уйдёт только тогда, когда Мэгги извлечёт пулю. Кэти соглашается. Мэгги проводит операцию и извлекает пулю из Кэти. Кэти умирает.
Карла пытается сбежать и находит труп отца. Мэгги догоняет дочь и приказывает детям, Грейс и Биллу, избить сестру доской и отнести в кладовку. Карла умирает.
Мэгги говорит Грейс, что не наказала её за записку, в которой Грейс просила ковбоя-проповедника о помощи. Грейс должна обслужить посетителя Карлы. Ночью Билл вывозит тело Карлы и сжигает его. Ковбой-проповедник Джон видит на обгоревшем теле серьги, которые он подарил Карле на День рождения. Джон понимает всё и едет к Мэгги домой.
В это время Грейс застрелила мать и зарезала брата. Пастор Джон приезжает и застаёт её с револьвером в руках. Девушка хочет совершить самоубийство. Джон говорит, что возьмёт всё на себя, только бы Грейс осталась жива. Но она стреляет себе в голову. Пастор Джон уходит.

## В ролях
| Актёр           | Роль                    |
| --------------- | ----------------------- |
| Лесли Истербрук | Мэгги                   |
| Кэйн Ходдер     | Хэнк                    |
| Дж.Д. Харт      | Ковбой-проповедник Джон |
| Мишель Грэй     | Кэти                    |
| Кэти Холлэнд    | Карла                   |
| Коди Аллен      | Билл                    |
| Тэмми Трулл     | Грейс (голос)           |